# Anamnese (Pflege)
Pflegeanamnese (griech.: anamimneskein, sich erinnern) ist eine Datensammlung über einen Patienten und seinen Hintergrund (z. B. Familie, Lebensumgebung, Erfahrungen, Erinnerungen), die bei der Analyse des Gesundheitszustandes des Patienten verwendet werden kann. Dadurch bildet die Pflegeanamnese die Grundlage, um den Pflegeprozess umzusetzen, die Pflege zu planen und damit eine optimale Pflegepraxis zu ermöglichen.

## Unterscheidung zur Medizinischen Anamnese
Die medizinische Anamnese dient dazu, die Diagnose und damit die Behandlung der Krankheit festzulegen. Die Pflegeanamnese zielt auf die Planung der Gesundheitsfürsorge und Pflege ab. Außerdem sollen die Auswirkungen der Krankheit auf den Patienten und seine Familie sowie der Beratungs- und Aufklärungsbedarf abgeschätzt werden. Und letztendlich dient sie bereits der Vorbereitung auf die Entlassung.

## Vorgehen
Die Pflegeanamnese erfolgt häufig in Form eines Interviews, idealerweise als Dialog zwischen dem Patienten und einer ausgebildeten Pflegefachkraft. Folgende Informationsquellen können bei der Pflegeanamnese genutzt werden:
- Befragung des Patienten und/oder seiner Angehörigen
- Patientenbeobachtung, ggf. entsprechende Assessmentinstrumente (z. B. Dekubitusskala)
- spontane Äußerungen des Patienten, seiner Angehörigen, der Mitpatienten und sonstige Gespräche
- Krankengeschichte, Untersuchungsergebnisse und Einweisungsdiagnose
- Pflege- und Überleitungsberichte von anderen Stationen, früheren Krankenhausaufenthalten oder betreuenden ambulanten Pflegediensten
- Teammitglieder und Angehörige anderer, an der Versorgung des Patienten beteiligten Berufsgruppen

Die gewonnenen Informationen lassen sich unterscheiden:
1. nach der Informationsquelle in direkte und indirekte Informationen
2. nach Informationstyp in subjektive und objektive Informationen

Die Informationssammlung wird häufig nach einer bestimmten Pflegetheorie strukturiert, z. B. die ATL nach Juchli.
Das Anamnesegespräch sollte durch examiniertes Pflegepersonal erfolgen oder unter dessen Anleitung. Das Fachwissen von professionell Pflegenden ermöglicht es erst, die erhobenen Daten zu analysieren und zu interpretieren.
Unterstützt wird die Pflegeanamnese in der Regel durch standardisierte Dokumente, wie z. B. einen Fragebogen. Diese Instrumente sollen einerseits einen Leitfaden für die Pflegekräfte darstellen, so dass diese das Anamnesegespräch strukturieren können. Zum anderen wird durch den Einsatz standardisierter Instrumente eine Vergleichbarkeit zwischen den einzelnen Anamnesen geschaffen und ein gleichbleibender Standard garantiert.
Die Gespräche werden nach den gängigen Regeln der Gesprächsführung strukturiert. Üblicherweise wird empfohlen, das Anamnesegespräch innerhalb der ersten 48 Stunden nach Aufnahme zu führen. Allerdings ist die Informationssammlung ein kontinuierlicher Prozess, der sich über den gesamten Aufenthalt des Patienten erstreckt. Kommen also neue Informationen hinzu, muss die Pflegekraft ihre Pflegeplanung auf Änderungsbedarf hin überprüfen.

## Dimensionen
Je nachdem, welchen Augenmerk die Anamnese hat und wer Auskunft gibt, kann nach verschiedenen Dimensionen unterschieden werden:
- Eigenanamnese (Angaben von Patienten über sich selbst)
- Biografische Anamnese (Angaben zur Lebensgeschichte)
- Familienanamnese (Angaben zu Erkrankungen in der Familie, Beziehungen, Rollen und Verhaltensmuster, die sich im Zusammenleben über die Zeit gebildet haben)
- Sozialanamnese (Angaben zum sozialen Umfeld, zur sozialen Situation und zur Existenzsicherung).

Eine Anamnese, die alle angeführten Dimensionen beinhaltet, wird auch Vollanamnese genannt.

### Aspekte einer Vollanamnese
Im Rahmen einer Vollanamnese werden folgende Aspekte erfasst:
- Aktuelle Beschwerden
- Persönliche Daten und Lebenssituation
- Allgemeine krankheitsbezogene physische Daten/Angaben/Biografie
- Allgemeine und krankheitsbezogene psychische Daten/Angaben/Biografie
- Vorlieben, Gewohnheiten, Routinen
- Soziales Umfeld

Eine Anamnese kann aber auch in Teilbereichen erfolgen (z. B. eine Familien- oder eine Sozialanamnese) oder bestimmte Schwerpunkte setzen (z. B. eine Schmerzanamnese).

## Formen der Anamnese

### Standardisiert (Checkliste)
Die standardisierte Anamnese mit Hilfe einer Checkliste ist durch geschlossene Fragen bzw. durch vorgegebene Antworten gekennzeichnet. Die einzeln abgefragten Aspekte müssen keiner zeitlichen oder inhaltlichen Logik folgen. Häufig werden die geschlossenen Fragen mit der Möglichkeit selbst zu formulieren (sog. Freitext) kombiniert. Der Vorteil liegt in gut objektivierbaren Daten. Der Nachteil liegt darin, dass zwar aus pflegefachlicher Sicht relevante Erkenntnisse gewonnen werden, diese jedoch nicht zwingend für den Pflegebedürftigen wesentlich sind.

### Offene Form der Anamnese (Erzählung)
Diese Form der Anamnese liefert Informationen über persönliche Aspekte, die mit der Krankheit verknüpft sind. Die methodische Grundlage stellt das narrative Interview dar.

## Rechtliche Grundlagen
Die pflegerische Anamnese gehört zu den eigenverantwortlichen Tätigkeiten der Ausbildungsberufe für professionell Pflegende. Die rechtliche Grundlage ergibt sich in Deutschland aus dem Pflegeberufegesetz (PflBG) § 5 Absatz 3: "Die Ausbildung soll insbesondere dazu befähigen 1. die folgenden Aufgaben selbstständig auszuführen: a) Erhebung und Feststellung des individuellen Pflegebedarfs und Planung der Pflege, [...]". Ebenfalls ergibt sich eine Verpflichtung zur Pflegeanamnese aus den Qualitätsprüfrichtlinien des Medizinischen Dienstes der Krankenkassen (MDK).
In Österreich ergibt sich die Eigenverantwortlichkeit aus dem GuKG § 14: „Der eigenverantwortliche Tätigkeitsbereich umfasst insbesondere: 2) Erhebung der Pflegebedürfnisse und des Grades der Pflegeabhängigkeit des Patienten oder Klienten sowie Feststellung und Beurteilung der zur Deckung dieser Bedürfnisse zur Verfügung stehenden Ressourcen (Pflegeanamnese)“.